# Srámanéri
A sráminéri (szanszkrit, páli: számanéri; kínai: 沙彌尼, pinjin: Shāmíní) buddhista növendék apáca. A fiú növendékeket srámanérának nevezik.

## Etimológia
A srámanéri a srámanéra női alakja. A kifejezés szó szerinti jelentése 'új szerzetes', valaki, aki alacsonyabb szintű felvételt nyert az upaszampada szintnél alacsonyabbat. A prátimoksa szabályok nem vonatkoznak rájuk és nem a növendékek nem is vesznek részt az upószatha napok során a recitálásokon.

## Áttekintés
A Vinaja egyházi szabályai szerint 20 éves kor alatt nem állhat senki szerzetesnek, csak növendék lehet először. A növendékek betartják a tíz szabályt és a buddhizmus elszánt követői az iskolai szünidőkben, vagy ha nagyon elkötelezettek, mindvégig az iskola mellett is.
Srámanérák tíz szabálya:
1. Tartózkodni érző lények megölésétől.
2. Tartózkodni a lopástól.
3. Tartózkodni az érzéki örömöktől.
4. Tartózkodni a hazugságtól.
5. Tartózkodni a bódító szerektől.
6. Tartózkodni a nem megfelelő időben való étkezéstől (délután).
7. Tartózkodni az énekléstől, tánctól, zenéléstől és szórakoztató rendezvényektől (előadások).
8. Tartózkodni a parfümöktől, kozmetikumoktól és ékszerektől (dekoratív kiegészítők).
9. Tartózkodni a magas székeken való üléstől és magas, puha ágyakon való alvástól.
10. Tartózkodni a pénz és értéktárgyak elfogadásától.

A rendbe való felvétel különbözik a srámanérák és a srámanérik számára.
A théraváda vinajában 311 fegyelmi szabály tartozik a bhikkhunikra.

## Külső hivatkozások
- A Bhikkhunik' fegyelmi szabályok (Bhikkhuni Patimokkha) páliról fordítva angolra - Thánisszaró Bhikkhu
- Buddhista egyházi szabályzat II: Bhikkhunik
- Bhante Sujato weboldala - nők felvétele a rendbe. Archiválva 2014. január 11-i dátummal a Wayback Machine-ben
- Bhikkhuni committee of the ASA Archiválva 2007. július 3-i dátummal a Wayback Machine-ben, bhikkhunikról szóló cikkek angolul
- Monastic Resources - Training Archiválva 2021. augusztus 9-i dátummal a Wayback Machine-ben
- "Female Monks In Buddhism", Dhammacaro (07/23/2005).
- "Vinaya Pitaka", rövid leírás angolul